# Glen Ullin
Glen Ullin è un centro abitato (city) degli Stati Uniti d'America, situato nella Contea di Morton nello Stato del Dakota del Nord. Nel censimento del 2000 la popolazione era di 865 abitanti. La città è stata fondata nel 1883. Appartiene all'area metropolitana di Bismarck-Mandan.

## Geografia fisica
Secondo i rilevamenti dell'United States Census Bureau, la località di Glen Ullin si estende su una superficie di 2,80 km², tutti occupati da terre.

## Popolazione
Secondo il censimento del 2000, a Glen Ullin vivevano 865 persone, ed erano presenti 221 gruppi familiari. La densità di popolazione era di 320 ab./km². Nel territorio comunale si trovavano 405 unità edificate. Per quanto riguarda la composizione etnica degli abitanti, il 99,42% era bianco, lo 0,23% era nativo, lo 0,35% apparteneva a due o più razze.
Per quanto riguarda la suddivisione della popolazione in fasce d'età, il 17,9% era al di sotto dei 18, il 4,3% fra i 18 e i 24, il 19,2% fra i 25 e i 44, il 19,7% fra i 45 e i 64, mentre infine il 39,0% era al di sopra dei 65 anni di età. L'età media della popolazione era di 52 anni. Per ogni 100 donne residenti vivevano 86,0 maschi.